# Сильвестров, Дмитрий Владимирович
Дми́трий Влади́мирович Сильве́стров (род. 11 февраля 1937 года, Воронеж) — русский поэт, переводчик с нидерландского, немецкого, английского и французского языков.

## Биография
Дмитрий Владимирович Сильвестров родился 11 февраля 1937 году в Воронеже. В 1941 году эвакуировался с семьей в Куйбышев. В 1947 году семья переехала в подмосковную Малаховку, а затем в Москву. Окончил МВТУ имени Н. Э. Баумана, по специальности «точная механика». Сначала был инженером, техническим переводчиком, затем работал в области искусствоведения, участвовал в археологических раскопках в Каракумах.
С 1970-х годов занимается литературным переводом, с 1988 года член Московской гильдии переводчиков. Статьи, эссе, стихотворные переводы были опубликованы в московских журналах «Декоративное искусство СССР» и «Иностранная литература», в парижской газете «Русская мысль», нидерландском журнале «Prospekt».
С 2002 года проживает с семьей в Германии.

### Семья
- Отец — Владимир Дмитриевич Сильвестров; мать — Ася Евсеевна Штейнгарт.
- Брат — Вячеслав Владимирович Сильвестров.
- Жена — Валентина Петровна Сильвестрова.
- Племянник — Андрей Вячеславович Сильвестров (род. 1972), российский кинорежиссёр, кинопродюсер.

## Переводы
Перевёл на русский язык с английского: «Четыре квартета» Томаса Стернза Элиота, стихотворения Джона Китса, Томаса Мура, Карла Сэндберга, Уолта Уитмена, Джеральда Мэнли Хопкинса; с французского: бургундских поэтов XIV—XV веков; с немецкого: стихотворения Фридриха Гёльдерлина, Теодора Дойблера, Франца Верфеля; с африкаанс: стихотворения Ингрид Йонкер; с нидерландского: стихотворения голландцев Золотого века, современных нидерландских и фламандских поэтов: Симона Вестдейка, Виллема М. Рогхемана, Гюста Гилса, Хермана де Конинка, Мириам Ван хее.
В 1988 году впервые на русском языке вышел перевод книги Йохана Хёйзинги «Осень Средневековья» в серии «Памятники исторической мысли», издательство «Наука».
Далее в переводе Сильвестрова были изданы: «Homo ludens», «Культура Нидерландов в XVII веке. Эразм. Избранные письма. Рисунки», «Тени завтрашнего дня. Человек и культура. Затемнённый мир» Йохана Хёйзинги; «История русской литературы» Эммануэля Вагеманса; «Люди за дамбой» Филипа Де Пиллесейна; «Сын Пантеры» Паула Клааса; «Рассказы из убежища» Анны Франк; «Благородство духа» Роба Римена; «Мы — это наш мозг» Дика Свааба.